# 銀熊賞

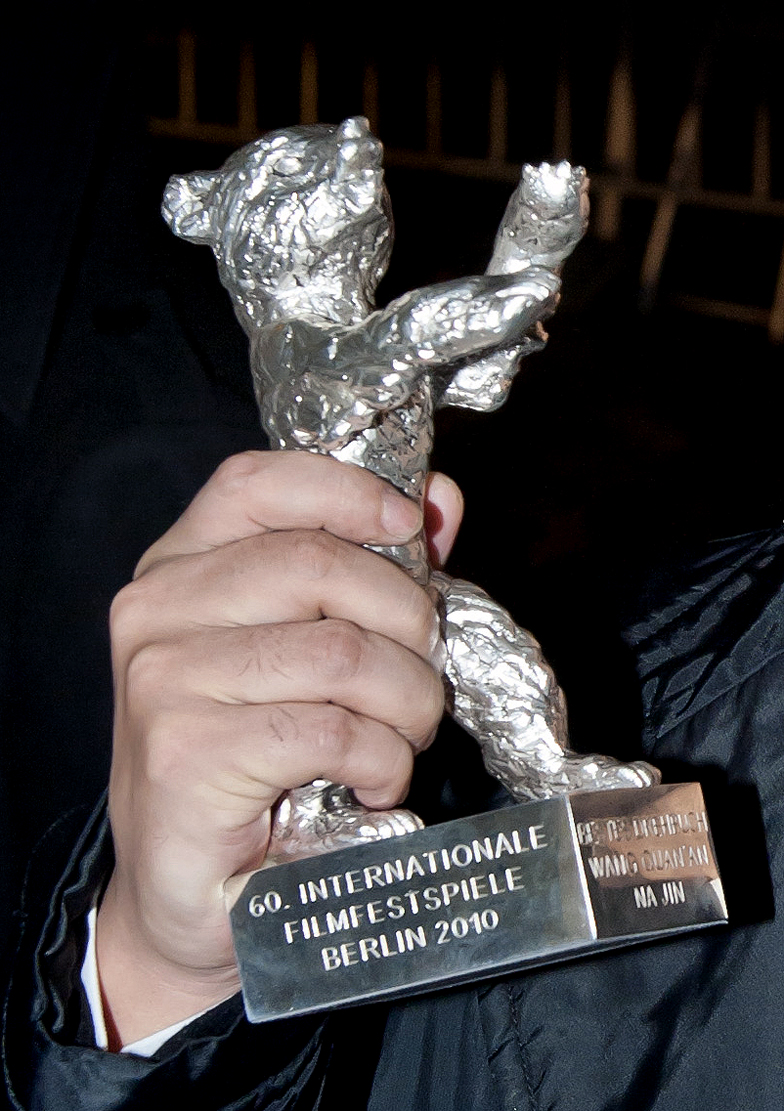
銀熊賞

銀熊賞（ぎんくましょう、ドイツ語: Silberner Bär）は、ベルリン国際映画祭においてさまざまな部門に与えられる賞の総称である。

## 概要
1956年に、監督賞、男優・女優賞、最優秀短編映画賞として導入された。1965年にはグランプリの金熊賞に次ぐ賞である「審査員グランプリ」としても銀熊賞が授与されるようになった。
1978年からは芸術貢献賞が追加された。2002年からは音楽賞が、2008年からは脚本賞が追加されたが、音楽賞は2007年に廃止され、芸術貢献賞に統合された。また1987年からは「映画芸術に新たな展望を開いた」ことを称えるアルフレッド・バウアー賞も追加された。しかし2021年の映画祭では男優・女優賞・バウアー賞を廃止し、主演賞・助演賞を新設する予定。

## 賞のカテゴリ
| カテゴリ                              | 制定年 |
| ------------------------------------- | ------ |
| 審査員グランプリ                      | 1965   |
| 最優秀監督賞                          | 1956   |
| 最優秀主演賞                          | 2021   |
| 最優秀助演賞                          | 2021   |
| 最優秀脚本賞                          | 2008   |
| 審査員賞 (旧アルフレッド・バウアー賞) | 2021   |
| 最優秀短編映画賞                      | 1956   |
| 芸術貢献賞                            | 1978   |